# 多布里尼夫
49°26′34″N 24°42′15″E / 49.44278°N 24.70417°E
多布里尼夫（烏克蘭語：Добринів），是烏克蘭西部的村莊，隸屬伊萬諾-弗蘭科夫斯克州的伊萬諾-弗蘭科夫斯克區。該村面積27.6平方公里，2025年人口491，人口密度每平方公里30.4人。